# (29847) 1999 FC24
A (29847) 1999 FC24 a Naprendszer kisbolygóövében található aszteroida. A LINEAR projekt keretében fedezték fel 1999. március 19-én.